# Tombeau des Askia
Le tombeau des Askia est un site archéologique de la région de Gao au Mali. Il a été inscrit en 2004 sur la liste du patrimoine mondial.
Cette structure pyramidale a été édifiée par l'Empereur du Songhaï Askia Mohamed en 1495.

## Site en péril
Le site a été inscrit en urgence le 28 juin 2012 sur la liste des sites en péril.
Il ferait l'objet aussi de nombreux autres monuments des régions de Tombouctou et de Gao, normalement protégés et inscrits sur la liste du patrimoine mondial, de destructions par le mouvement autonomiste Azawad qui a pris le contrôle politique, militaire et religieux de presque toute la moitié nord du Mali (toute la zone saharienne et une bonne partie de la zone sahélienne) par une insurrection armée (alliée à d'autres mouvements intégristes issus des divers pays des zones saharienne et sahélienne), où il pratique une interprétation très rigoureuse de la loi coranique, la charia.
Toutefois cette menace sur le patrimoine serait issue surtout de la branche la plus fondamentaliste et la plus dure de l'insurrection, celle de l’Ançar Dine (alliée avec le mouvement terroriste AQMI, armé également par des jihadistes d'origine pakistanaise et afghane, et qui pratique aussi enlèvements, demandes de rançon, et rackets sur l'activité économique locale ainsi que divers trafics illégaux pour se financer), contre laquelle le MNLA chercherait maintenant à réduire l'influence dans le mouvement séparatiste. Ceci afin de ménager notamment la population la plus jeune et les imams locaux modérés et pour mieux respecter l'héritage et la diversité des cultures et populations arabo-berbères, touaregs et noires. Mais aussi pour lutter contre le développement de certains trafics (qui, paradoxalement, prolifèrent alors qu'ils sont en complète contradiction avec les principes de l'islam, tels que celui de la cocaïne, tandis que le mouvement interdit et punit sévèrement toute consommation ou vente d'alcool ou de tabac et a détruit tous les anciens lieux de leur consommation).
Selon l’interprétation donnée par l’Ançar Dine, les lieux de cultes ne doivent être consacrés qu'à Dieu et à aucun « saint », et les tombeaux ou sanctuaires ne doivent être érigés en monument au-dessus du sol, les tombes ne doivent avoir aucune décoration et ne doivent pas être des lieux de cultes, les mosquées ne devraient être que des lieux de rassemblement pour la prière, et libérés de toute marque de « superstition » ou même simplement de beauté et d'admiration (telles que des portes sacrées, décorations, sculptures, peintures et bas-reliefs et tous autres symboles qui ne sont pas paroles écrites du Coran).
Même les cimetières civils et mosquées sont ainsi détruites si elles ne respectent pas leur conception fondamentaliste de l'islam, où même toute artistique serait inutile et ne servirait qu'à détourner le regard des croyants vers la seule adoration du seul Dieu unique par la seule expression de la prière et des saints sacrements consacrés par le Coran. Ainsi, qu'à l'observation stricte des préceptes civils institués par la charia même par les non-musulmans (les anciens symboles animistes mais aussi toutes les représentations humaines dans l'architecture traditionnelle musulmane, même sans vocation religieuse, sont également régulièrement détruits ou saccagés, devant une population impuissante et désarmée).